# 雷明登31泵動式霰彈槍
雷明登31（英語：Remington Model 31）是一款由美国槍械製造商雷明登武器公司為了在美國本土的運動武器市場以上與溫徹斯特M1912泵動式霰彈槍競爭而研製及生產的泵动式散彈槍，發射23⁄4英吋12鉛徑、16鉛徑和20鉛徑霰彈。

## 歷史
雖然20鉛徑的雷明登17在市場以上取得了一定的成功，但銷量卻低於溫徹斯特的霰彈槍。雷明登認為他倆仍然需要一款堅固而從側邊拋殼的12鉛徑霰彈槍以與溫徹斯特M1912泵動式霰彈槍競爭。於是昌西·C·魯米斯對雷明登17進行了鉛徑放大的調整，並將其調整為從側邊拋殼。雷明登31是雷明登的第一款從側邊拋殼的泵動式霰彈槍。採用了核桃木製槍托，而早期的核桃木前護木為方格式防滑紋，以後改為了肋條式防滑紋。
於1931年至1949年間生產的該槍所受的歡迎程度，足以取代了約翰·道格拉斯·佩德森先前設計的雷明登10與29，以至约翰·勃朗宁所設計的雷明登17，使得雷明登首度可在市場上有著與溫徹斯特M12競爭的本錢。
目前其生產已經結束。1951年，它被製造成本更為便宜的雷明登870所取代。

## 生產和配備
雷明登31製有三款鉛徑，總共生產了121,000枝12鉛徑型號，並生產了75,000枝16和20鉛徑的產品。
1935年，联邦调查局針對堪薩斯城大屠殺而為每個分局採購了雷明登31。
此外，還研發了一款名為雷明登31L的衍生型，其為配有铝製機匣和扳機外殼以減輕重量的版本。
在第二次世界大战期間，雷明登以雷明登31為藍本，生產了用於軍事用途的防暴槍型。這些槍在機匣左側以上印上了“美國財產”，其序列號範圍大約為51,000—63,000。可除了原型槍以外，卻並無雷明登31的戰壕槍型得以出產。
儘管受到好評，但雷明登31的訂單仍遠遠落後於溫徹斯特M12。於是雷明登回到重新設計的藍圖繪板以上，並設計了以低至極為明顯的成本以及耐用性可與M12相匹敵的雷明登870。

## 評價
儘管其後繼槍型雷明登870取得了銷售上巨大的成功，但許多霰彈槍鑑賞家卻認為裝有“滾珠軸承”滑動式槍械的雷明登31才是超級泵動式霰彈槍。

## 與莫斯伯格的關係
其後雷明登31亦被用作莫斯伯格500和其相關霰彈槍的基礎。莫斯伯格不單簡化並且降低了生產成本。顯著的區別在於採用了裝有獨立閉鎖件的兩件式槍栓，以及獲明顯簡化的槍管安裝系統。此外，槍栓在槍管延伸部分閉鎖而非直接在機匣閉鎖。

## 使用者
- 美国
- 南越

## 流行文化
- 1999年小說《大逃杀》（日语：バトル・ロワイアル；Battle Royale）：男子5號川田章吾分配到的武器。

## 資料來源
1. ↑  .   [2019-03-11]. （原始内容存档于2012-06-30）.
2. ↑  .   [2019-03-11]. （原始内容存档于2012-06-30）.
3. ↑  .   [2007-06-14]. （原始内容存档于2007-09-28）. Remington history page
4. ↑  http://www.remington.com/library/history/firearm_models/shotguns/model_31.asp （页面存档备份，存于） Remington history page
5. ↑  Vanderpool, Bill "Bring Enough Gun" American Rifleman（英语：American Rifleman） October 2013 pp.80-85&115-116
6. ↑  Canfield, Bruce. . Lincoln, RI: Andrew Mowbray Publishers. 1992: 132. ISBN 0-917218-67-1.
7. ↑  .   [2019-03-11]. （原始内容存档于2012-06-30）.

## 外部連結
- （英文）—Energa photos and information （页面存档备份，存于）